# آیتاچ سولو
آیتاچ سولو (انگلیسی: Aytaç Sulu؛ زادهٔ ۱۱ دسامبر ۱۹۸۵) بازیکن فوتبال اهل ترکیه است.
از باشگاه‌هایی که در آن بازی کرده‌است می‌توان به باشگاه ورزشی گنچلربیرلیغی، باشگاه فوتبال دارمشتات ۹۸، باشگاه فوتبال اس‌وی زاندهاوزن، باشگاه فوتبال وی‌اف‌آر آلن، و باشگاه فوتبال رایندورف آلتاخ اشاره کرد.